# Генрих VII (Вальдек)

Графство Вальдек на карте Германии 1400 года

Генрих VII (Heinrich VII von Waldeck) (р. ок. 1380, ум. после 1442) — граф Вальдека с 1397.
Второй сын Генриха VI фон Вальдека (ум. 1397) и Елизаветы Юлихской (ум. после 1388). После смерти отца разделил наследство с братом — Адольфом III (ум. 1431), который стал родоначальником линии Вальдек-Ландау.
Четвёртый граф Вальдека с этим именем, но нумеруется седьмым с учётом никогда самостоятельно не правивших:
- Генрих II (ум. 1279/88), сын Генриха I, домхерр и домпробст в Падерборне, в 1254—1256 гг. управлял диоцезом в период, когда епископ Симон находился в плену у кёльнского архиепископа. (Joh. Adolph Theodor Ludwig Varnhagen: Grundlage der Waldeckischen Landes- und Regentengeschichte. Vandenhoeck & Ruprecht, Göttingen 1825, S. 313ff.).
- Генрих III (1225/30-1267), сын Адольфа I, был соправителем отца, но умер раньше него.
- Генрих V (ум. после 1349), сын Генриха IV, пробст в Миндене.

С 1399 по 1404 гг. и в 1406 году фогт архиепископства Майнц в Фритцларе, Баттенберге, Розентале, Эленхоге и Веттере, с 1410 г. фогт в Верхнем и Нижнем Гессене. Отстранён от должности после нападения на владения ландграфа Германа II.
5 июня 1400 года со своими людьми напал на отряд герцога Фридриха I Брауншвейг-Вольфенбюттельского, который в ходе схватки был убит.
В 1424 году Генрих VII и его сын Вольрад заложили половину своего княжества ландграфу Гессена Людвигу I за 22 тысячи гульденов (guilders), деньги были уплачены. Однако вмешался архиепископ Майнца Конрад фон Даун (Konrad von Dhaun), и в 1426 году отец с сыном предложили эти земли в залог ему за 18 тысяч гульденов.
Ландграфу Людвигу I сумму залога должны были вернуть, но он от денег отказался и объявил архиепископу войну (21 июля 1427). Победил Гессен, и в 1438 году Генрих VII признал себя его вассалом.
Жена (свадьба 27 августа 1398) — Маргарет фон Нассау (ум. после 1432), дочь Вальрама II, графа Нассау-Висбаден-Идштайн. Дети:
- Вольрад, граф Вальдека
- Елизавета
- Маргарет.